# UCL Global Business School for Health
La UCL Global Business School for Health (UCL GBSH) es una escuela de negocios creada en 2021 dentro de University College London (UCL) y ubicada en el campus UCL East en Stratford (Londres). Se presenta como la primera business school dedicada exclusivamente al sector salud, combinando la formación en gestión con la salud pública y de las poblaciones.

## Historia
La GBSH fue anunciada en septiembre de 2021 y se posicionó como la primera business school centrada en salud a nivel mundial. UCL citó como motivos la pandemia de COVID-19, el envejecimiento poblacional y el cambio climático.
En un artículo para AACSB Insights, la directora fundadora Nora Colton expuso la intención de formar líderes capaces de diseñar soluciones sistémicas a los desafíos sanitarios globales. Poets & Quants destacó después la ampliación de la oferta con programas como el DBA Health para directivos. Véase también el perfil institucional de Colton en el portal de UCL.

## Campus
La escuela está situada en el edificio Marshgate del campus UCL East, en el Parque Olímpico Reina Isabel (Stratford). El inmueble, de ocho plantas y diseñado por Stanton Williams (aprox. 33 500 m²), se inauguró en septiembre de 2023. El diseño favorece la colaboración interdisciplinaria y alberga otros departamentos de UCL, además de espacios abiertos al público.

## Programas académicos
La oferta incluye el Health MBA (tiempo completo y parcial) y el doctorado MPhil/PhD in Global Business for Health. Desde 2025/26 se imparten también los grados Business and Health BSc y Business and Health MSci.
Para profesionales, la escuela ofrece el Executive MBA Health y varios programas de Executive Education (liderazgo en salud, salud digital, etc.). El DBA Health está dirigido a altos directivos del sector sanitario.

## Alianzas y becas
En marzo de 2025, la GBSH y la emlyon business school lanzaron un doble título en Biotech and Pharmaceutical Management. En mayo de 2025, la escuela anunció junto con Bupa una beca MBA completamente financiada (UCL Bupa Scholarship).